# 리피 (프로시노네현)
리피(이탈리아어: Ripi)는 이탈리아 라치오주 프로시노네도에 위치한 코무네다. 로마로부터 남동쪽 80km, 프로시노네로부터 동쪽 7km 거리에 있다.